# Xuaip
Xuaip de Xivert és l'apel·lació amb què es coneix a les fonts cristianes el cabdill no identificat dels mayurquins en els temps de la Croada contra Al-Mayûrqa.
Després del Setge de Madîna Mayûrqa i l'assassinat del darrer valí musulmà de Mayurqa, Abū Yahyà Muhammad ibn 'Alī ibn Abī 'Imrān al-Tinmalālī, la insurgència mayurquina es fortificà als castells d'Alaró, Pollença i Santueri així com a la Serra de Tramuntana, on es refugiaren uns 3.000 homes armats i unes 15.000 dones i infants supervivents a la massacre que seguí a la caiguda de Medina Mayûrqa. Aleshores els mayûrquins nomenaren com a nou cabdill i senyor a Xuaip de Xivert.
El 1231, durant la segona expedició de Jaume I d'Aragó sobre Mallorca i després de la mort de Abu Hafs ibn Sayrî i els seus sis mil homes, Xuaip optà per tractar la rendició amb Jaume I d'Aragó de la següent manera: per a ell i altres quatre del seu llinatge, hisenda a Mallorca, cavalls, armes, rossí i mules; pels sarraïns que s'acollissin al tracte, dret a poblar les terres que s'havia expropiat el rei (medietas regis); aquells que no volguessin retre's, restarien a la mercè del rei. Prop de 2.000 sarraïns mayûrquins es negaren a retre's en aquestes condicions i es van refugiar al castell de Pollença, que fou assetjat, on morí el cabdill mayurquí Umar ibn Ahmad ibn Umar al-Amirí.